# ジャルジンスク
ジャルジンスク（ベラルーシ語: Дзяржы́нск/Dziaržynsk/[dzʲarˈʐɨnsk]）とは、ベラルーシのジャルジンスク郡の都市である。ロシア語ではジェルジンスク（ロシア語: Дзержинск）。旧称はコイダノヴォ（Koidanova/Koydanava）。

## 歴史
ジャルジンスクに相当する集落は、12世紀以来クルトゴリエ（Krutogor'ye）と呼ばれていた。その後タタール人の軍人の名前に由来する名前に改称され、1442年に「コイダノヴォ」の名称が史料で見られるようになる。
16世紀半ばからコイダノヴォはポーランド・リトアニア共和国の貴族であるラジヴィウ家の所領とされ、ラジヴィウ家の統治は1831年まで続いた。17世紀半ばに起きたフメリニツキーの乱とロシア・ポーランド戦争にコイダノヴォも巻き込まれ、1655年に町はコサック兵によって破壊される。1781年にコイダノヴォで火災が起き、町の大半が焼失した。
1793年の第二次ポーランド分割で、コイダノヴォはロシア帝国の支配下に移った。

### ユダヤ・コミュニティー
1620年にはすでにユダヤ人がコイダノヴォに住んでいた。1833年にコイダノヴォにハシディズムの共同体（宮廷）が作られ、Rabbi Shlomo Chaim Perlow（1797年 – 1862年）が最初のコイダノヴォのレベとなった。レベの地位はShlomoの子孫が世襲し、最後のレベである曾孫のヨセフはコイダノヴォから離れて都市に住んでいた。第一次世界大戦の後、宮廷は当時ポーランドが領有していたバラーナヴィチに移る。
1847年当時のコイダノヴォには2,497人のユダヤ人が住み、1897年の町の総人口の4,744人のうち3,156人がユダヤ人で占められていた。町の広場にはロシア正教会の教会と向かい合う位置にシナゴーグが建てられ、ユダヤ人と他の民族との関係は良好であったことが記されている。ソビエト連邦時代にユダヤ人居住区の建築物は破壊され、ユダヤ人住民の姿はほとんど見られない。
1932年5月にコイダノヴォは都市の地位を与えられ、コイダナウ（ベラルーシ語: Койданаў、ロシア語でコイダノヴ）に改称された。同年6月にソビエト政府は、秘密警察であるチェーカーの創設者・長官であり、コイダノヴの近郊で生まれたフェリックス・ジェルジンスキーにあやかった「ジャルジンスク」に改称する。
1932年から1938年の間、町はごく短い期間存在したDzierzynszczyznaポーランド自治地区の首都に定められる。

### 第二次世界大戦
第二次世界大戦が始まった後、1941年6月28日にジャルジンスクはナチス・ドイツの占領下に置かれた。
1941年10月21日にシューマ（シュッツマンシャフト）は市内の1,000人から1,900人のユダヤ人を虐殺する。シューマはユダヤ人に銃撃を加えた後、穴に投げ入れたが、犠牲者の多くは生きたまま埋められた。1942年7月にアインザッツグルッペンはジャルジンスクで数千人のユダヤ人を殺害した。
1944年7月6日にジャルジンスクは赤軍によってドイツ軍の占領から解放された。

## 地理
ベラルーシの最高点であるジャルジンスカヤ丘陵は、ジャルジンスクから数km離れた場所にある。

## 産業
ジャルジンスクの主な産業は機械、金属、亜麻加工、食品、軽工業がある。

## 交通
ジャルジンスクにはミンスク中央駅からバラーナヴィチ中央駅に向かう鉄道の線路が通っている。
市内を走るバスの路線は1本のみで、18のバス停がある。